# 1061 Пеонија
1061 Пеонија (енгл. 1061 Paeonia) је астероид главног астероидног појаса чија средња удаљеност од Сунца износи 3,131 астрономских јединица (АЈ).
Апсолутна магнитуда астероида је 12,09 а геометријски албедо 0,044.